# El silencio de Malka
El silencio de Malka és un còmic de 1994 creat pel guionista argentí Jorge Zentner i el dibuixant català Rubén Pellejero. Originalment, va sortir publicat per segments als números de la revista de còmics Viñetas. A l'any següent fou publicat per Glénat en format àlbum.
El 1997 el còmic va obtenir el premi Alph-Art al millor àlbum estranger del Festival del Còmic d'Angulema, la màxima distinció del festival.

## Argument
La història s'inspira en la vida dels avis de Zentner i evoca les migracions dels jueus asquenazites cap a l'Amèrica del Sud, fugint dels progroms de principis del s. XX.
La trama es divideix en sis parts, la primera de les quals es desenvolupa a Bessaràbia, i la darrera a Buenos Aires. Als quatre capítols d'entremig, la història es desenvolupa a la Colònia Lucenvilla, d'immigració jueva, a la província argentina d'Entre Ríos, en la qual Zentner es va criar. Malgrat els elements biogràfics del guionista, la història incorpora també nombrosos elements fantàstics i propis de la mitologia jueva com el golem o el profeta Elies.

## Estil
L'àlbum destaca per la diversitat d'enquadraments, en els quals abunden les vinyetes panoràmiques, i la composició innovadora de la pàgina. Així mateix, destaca per l'ús del color que fa el dibuixant Rubén Pellejero.

## Palmarès
- 1996: Nominació al premi a la millor obra del Saló Internacional del Còmic de Barcelona de 1996.
- 1997: Guanyador del premi Alph-Art al millor àlbum estranger del Festival del Còmic d'Angulema.